# Bảo tàng Công nghiệp Dầu mỏ và Dân tộc học ở Libusza
Bảo tàng Công nghiệp Dầu mỏ và Dân tộc học ở Libusza (tiếng Ba Lan: Muzeum Przemysłu Naftowego i Etnografii w Libuszy) là một bảo tàng tư nhân tọa lạc tại làng Libusza, xã Biecz, huyện Gorlicki, tỉnh Małopolskie, Ba Lan.

## Lịch sử hình thành
Bảo tàng Công nghiệp Dầu mỏ và Dân tộc học ở Libusza được thành lập vào năm 1977. Bảo tàng là dự án của Anna và Tadeusz Pabis - những cựu nhân viên của ngành công nghiệp dầu mỏ. Từ năm 2000, một Quỹ tư nhân về Phổ biến Lịch sử của Ngành Dầu mỏ ở Vùng Gorlice-Berecki bắt đầu hoạt động tại Bảo tàng, Quỹ này đảm nhận điều hành công tác tổ chức và xử lý việc quảng bá Bảo tàng.

## Triển lãm
Bộ sưu tập của Bảo tàng Công nghiệp Dầu mỏ và Dân tộc học ở Libusza hiện đang bao gồm các triển lãm sau:
- công nghiệp dầu mỏ: trưng bày các hiện vật và kỷ vật có liên quan đến khai thác và chế biến dầu mỏ trong khu vực (máy chưng cất dầu hỏa được sản xuất vào năm 1856, lò rèn được sử dụng vào giữa thế kỷ 19, các mô hình trục được sử dụng vào các năm 1852-1939, các gallon dầu hỏa bằng gốm, tài liệu, bản đồ, công cụ khoan, đồng phục của nhân viên, và các thứ khác). Ngoài ra, Bảo tàng còn có một bộ sưu tập gồm khoảng 500 tiểu sử của các thợ mỏ và công nhân dầu mỏ.
- dân tộc học: trưng bày đồ đạc cũ, quần áo, vật dụng hàng ngày, nông cụ, máy quay đĩa, radio, máy khâu, tranh vẽ, và các kỷ vật khác

## Giờ mở cửa
Bảo tàng Công nghiệp Dầu mỏ và Dân tộc học ở Libusza hoạt động quanh năm, mở cửa vào các ngày làm việc. Khách tham quan phải trả phí vào cửa.